# Apophua schoutedeni
Apophua schoutedeni là một loài tò vò trong họ Ichneumonidae.